# Скітченко Нікіта Олександрович
Нікі́та Олекса́ндрович Скі́тченко (2000—2019) — солдат Збройних сил України, учасник російсько-української війни.

## Життєпис
Народився 2000 року в селі Великоцьк (Міловський район, Луганська область). Навчався у Міловський ЗОШ до 7 класу, закінчив 9 класів Великоцької ЗОШ Великоцьк. У червні 2018 року закінчив коледж за спеціальністю "Електромонтер по ремонту і обслуговуванню електрообладнання" у м. Ростов-на-Дону. У вересні 2018 року (18 років) вступив на військову службу, у січні 2019 року підписав контракт та вступив до лав 25 Дніпровської десантної дивізії. Проходив військову підготовку в 199-му навчальному центрі. По тому — солдат, стрілець-снайпер розвідувальної роти 25-ї бригади.
21 липня 2019-го вранці загинув поблизу міста Щастя — під час висування на спостережний пост ВОП «Фасад», внаслідок підриву на встановленому ДРГ вибуховому пристрої. Микита наступив на міну, йому відірвало ногу. Коли побратим Шаміль Румигін намагався витягти пораненого, зачепив другу міну, від вибуху обидва десантники загинули на місці, іще двоє вояків зазнали поранень.
Похований 24 липня 2019 року у Великоцьку.
Без Нікіти лишилась мама (був єдиним сином), дідусь та бабуся.

## Нагороди та вшанування
- Указом Президента України № 19/2020 від 21 січня 2020 року за «особисту мужність і самовіддані дії, виявлені у захисті державного суверенітету та територіальної цілісності України» нагороджений орденом За мужність III ступеня (посмертно)[2]